# Maldita (serie de televisión)
Cursed (en español, Maldita) es una serie de televisión web estadounidense de drama y fantasía, producida junto a una novela homónima de Frank Miller y Tom Wheeler. La serie se estrenó el 17 de julio de 2020 en Netflix.
Netflix describió la serie como una «historia de crecimiento cuyos temas son familiares a nuestro tiempo: la destrucción del mundo natural, el terror religioso, la guerra sin sentido y encontrar el coraje para liderar frente a lo imposible». El 9 de julio de 2021, la serie fue cancelada después de una temporada.

## Sinopsis
Cursed sigue a «Nimue, una heroína adolescente con un misterioso don que está destinada a convertirse en la poderosa (y trágica) Dama del lago. Después de la muerte de su madre, encuentra a un compañero inspirado en Arturo, un joven mercenario. A lo largo de su viaje, Nimue se convertirá en un símbolo de coraje y rebelión contra los aterradores Paladines Rojos y su cómplice, el Rey Uther».

## Reparto
- Katherine Langford como Nimue.
  - Florence Hunt como Nimue (a los 10 años)
  - Ella Prebble como Nimue (a los 5 años)
- Devon Terrell como Arturo
- Gustaf Skarsgård como Merlín
- Peter Mullan como Padre Carden
- Lily Newmark como Pym
- Shalom Brune-Franklin como Morgana
- Daniel Sharman como "El monje que llora" / Lancelot
- Sebastian Armesto como el Rey Uther Pendragon
- Emily Coates como Hermana Iris
- Billy Jenkins como "Ardilla" / Percival
- Bella Dayne como Red Spear
- Peter Guinness como Sir Héctor
- Matt Stokoe como "Caballero Verde"/Gawain
- Sofia Oxenham como Eydis

## Producción

### Desarrollo
El 28 de marzo de 2018, se anunció que Netflix había otorgado la producción de la serie para una primera temporada que constaba de diez episodios. La serie se basa en la novela del mismo nombre de Frank Miller y Tom Wheeler que había sido anunciada una semana antes y que se esperaba que fuera publicada por Simon & Schuster en 2019. El libro, una novela ilustrada para adultos jóvenes titulada Cursed, fue elegido para que Wheeler escribiera la historia y Miller proporcionara las ilustraciones. Además de crear la adaptación televisiva, se esperaba que Miller y Wheeler también produjeran la serie como productores ejecutivos. El 12 de septiembre de 2018, se anunció que Zetna Fuentes dirigiría y actuaría como productora ejecutiva de los dos primeros episodios de la serie. Además se anunció que Wheeler serviría como guionista y showrunner, y que Silenn Thomas sería coproductor ejecutivo. El 4 de marzo de 2019, se anunció que Alex Boden se desempeñaría como productor. El 5 de agosto de 2019, se anunció que Jon East será director. En julio de 2021, la serie fue cancelada después de una temporada.

### Casting
El 12 de septiembre de 2018, se anunció que Katherine Langford había sido elegida para el rol principal. El 4 de marzo de 2019, se anunció que Devon Terrell, Gustaf Skarsgård, Peter Mullan, Lily Newmark, Shalom Brune-Franklin, Daniel Sharman, Sebastian Armesto, Emily Coates y Billy Jenkins habían sido elegidos para papeles de reparto. El 5 de agosto de 2019, se anunció que Bella Dayne había sido seleccionada en un rol principal.

### Rodaje
El rodaje de la serie comenzó en marzo de 2019.

### Estreno
Netflix lanzó un avance oficial de la serie el 18 de junio de 2020, y la serie fue estrenada el 17 de julio del mismo año.